# Rhizopsammia wettsteini
Rhizopsammia wettsteini är en korallart som beskrevs av Friedrich Frederick Scheer och Pillai 1983. Rhizopsammia wettsteini ingår i släktet Rhizopsammia och familjen Dendrophylliidae.
Artens utbredningsområde är Indiska oceanen. Inga underarter finns listade i Catalogue of Life.